# Bačko Novo Selo
Bačko Novo Selo (srbsky Бачко Ново Село) je vesnice v západní části Vojvodiny v Srbsku, spadající pod opštinu Bač. Vesnice leží na břehu řeky Dunaje (naproti chorvatské vsi Sotin), obklopují ji pole, močály a lužní lesy. První připomínka o vsi pochází z roku 1554, kdy byla ještě součástí Osmanské říše. Poté sem byli dosídleni Němci, kteří zde žili až do druhé světové války. Následně byla vesnice dosídlena kolonisty z Bosny a Hercegoviny a proto je vesnice dnes národnostně značně heterogenní.
Ve vesnici se nachází římskokatolický kostel svaté Anny.